# 山崎村 (和歌山県)
山崎村（やまさきむら）は、和歌山県那賀郡にあった村。現在の岩出市の西半にあたる。

## 地理
- 山岳：四石山
- 河川：紀の川、住吉川、山中川

## 歴史
- 1889年（明治22年）4月1日 - 町村制の施行により、中野黒木村・吉田村・中島村・湯窪村・金池村・西安上谷村・原村・相谷村・白草村・山村・境谷村・波分村・曽屋村・畑毛村・金屋村・赤垣内村・馬場村の区域をもって発足。
- 1956年（昭和31年）9月30日 - 岩出町・根来村・上岩出村および小倉村の一部（大字山崎および上三毛の一部）が合併し、改めて岩出町が発足。同日山崎村廃止。

## 村長
- 初代 吉村角次郎：1889年5月 - 1889年10月[1]

## 交通

### 鉄道路線
村域を日本国有鉄道の阪和線が通過したが、駅は所在しなかった。

### 道路
現在は旧村域を阪和自動車道が通過するが、当時は未開通。

## 出身著名人
- 津村紀陵（貴族院多額納税者議員）